# 네드 스타크
네드 스타크(영어: Ned Stark)는 조지 R. R. 마틴의 판타지 소설 시리즈 《얼음과 불의 노래》와 이 소설을 바탕으로 한 텔레비전 드라마 《왕좌의 게임》의 등장인물로, 숀 빈이 연기하였다. 왕좌의 게임 시즌 1에서 북부의 스타크 가문 대표자이다. 그리고 시즌 1 마지막회에서 참수를 당하고, 그로 인해 스타크 가문과 라니스터 가문은 앙숙이 되어 이야기가 전개된다.